# Saint-Nicolas-d'Aliermont
Saint-Nicolas-d'Aliermont é uma comuna francesa na região administrativa da Normandia, no departamento de Sena Marítimo. Estende-se por uma área de 15,54 km². Em 2010 a comuna tinha 3 775 habitantes (densidade: 242,9 hab./km²).